# Xiaomi

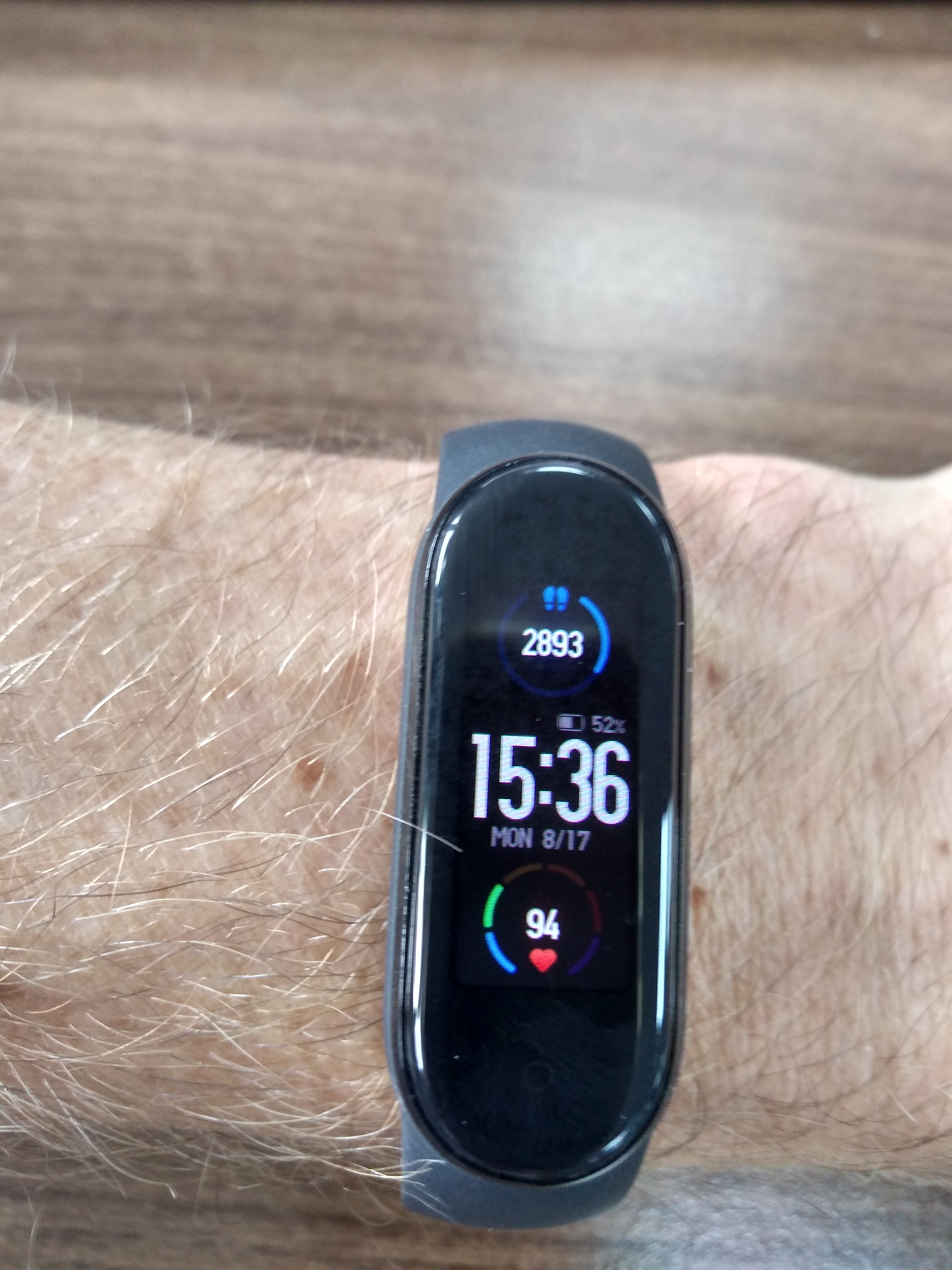
Mi Band 5 Smartband

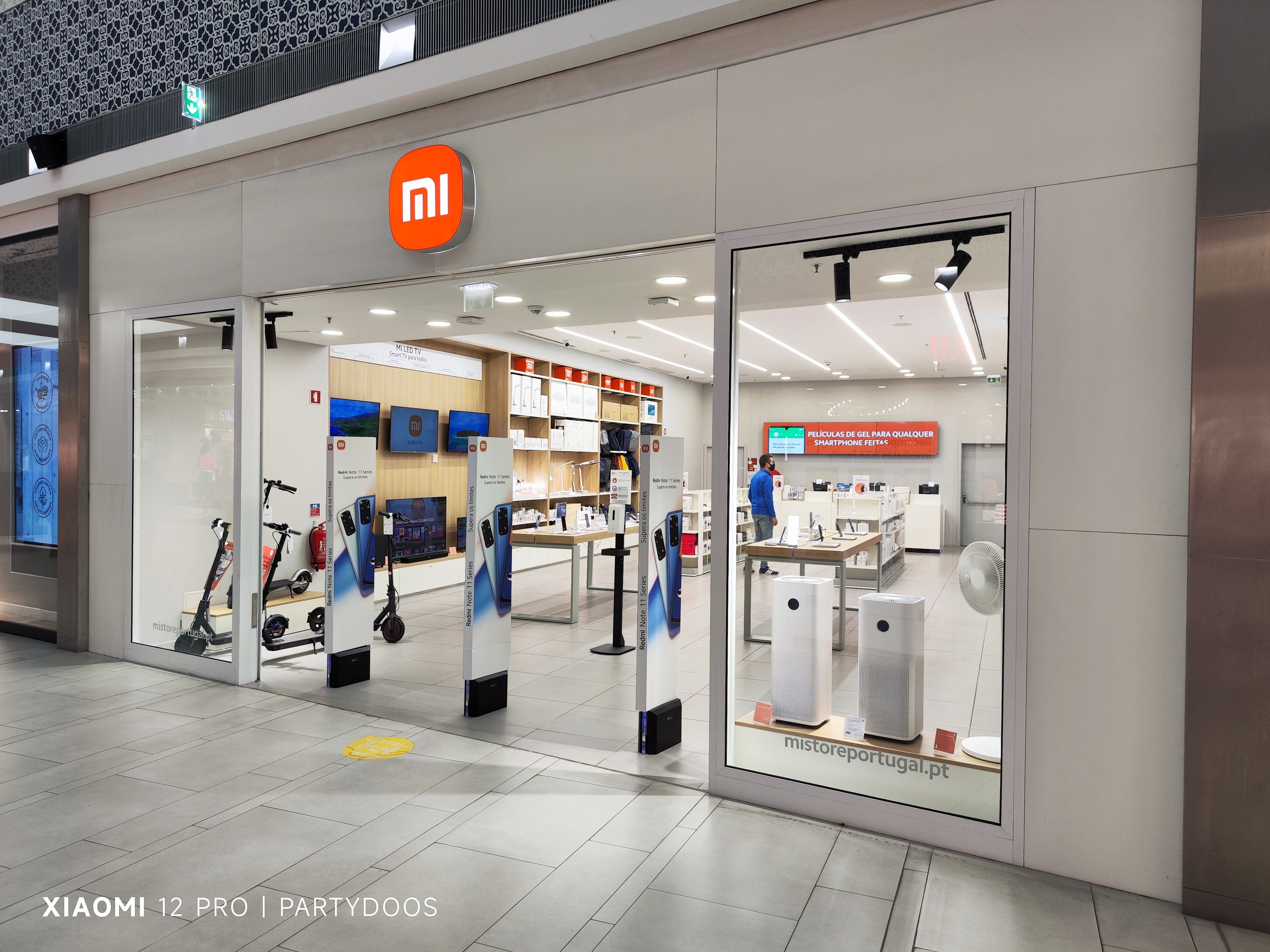
Een Xiaomi-winkel in Loulé, Portugal

Xiaomi Corporation is een Chinese fabrikant van o.a. smartphones, tablets en wearables, en sinds eind 2023 ook elektrische auto's. Het bedrijf is gevestigd in Peking.

## Activiteiten
Het bedrijf werd in juni 2010 opgericht door Lei Jun. De naam betekent 'kleine rijst' in het Chinees en was bedoeld om bescheidener over te komen dan de eerdere naam Dami ('grote rijst'). Mi is de naam waaronder de producten aan het grote publiek worden verkocht, en staat voor "Mobile Internet". Bij het begin lag de focus op een verdere ontwikkeling van het Android-besturingssysteem voor mobiele telefoons. MIUI, afkorting voor Mi User Interface, bracht kleine modificaties naar de markt. Na installatie op de telefoons sturen de gebruikers hun ervaringen terug, hetgeen weer de basis is voor verdere verbeteringen. Het geld werd verdiend met betaalde diensten als spelletjes en opslagruimte.
De eerste smartphone van Xiaomi, de Mi1, werd in augustus 2011 gefabriceerd. Hij had minder functies dan Apples iPhone, maar was goedkoper dan de Galaxy-serie van Samsung. Na deze succesvolle release heeft Xiaomi regelmatig nieuwere modellen uitgebracht en de activiteiten uitgebreid naar andere landen. Vooral in India heeft Xiaomi een belangrijke marktpositie opgebouwd met Redmi, een serie goedkope smartphones. In 2012 werd een omzet gerealiseerd van meer dan 1 miljard dollar en twee jaar later steeg de omzet boven US$ 10 miljard. Naast het verkopen van eigen producten heeft Xiaomi in samenwerking met bedrijven zoals Yeelight en YI Technology verschillende producten uitgebracht zoals de Yi Action Camera en slimme lampen.
In 2015 werden de eerste Mi Home-winkels geopend in China. Tot die tijd werden alle producten via internet verkocht. In 2017 waren er al ruim 300 winkels actief en eind 2020 was dit gestegen naar 3200.
In maart 2021 maakte Xiaomi bekend in het komende decennium zo'n US$ 10 miljard te gaan investeren in elektrische voertuigen. Het bedrijf volgt daarmee concurrenten als Apple Inc. en Huawei die recent vergelijkbare investeringen bekend hebben gemaakt. De bedrijven zien hierin een rol omdat de zelfrijdende auto veel communicatieapparatuur zal bevatten. In 2022 besteedde Xiaomi ruim 3 miljard renminbi aan de ontwikkeling van elektrische voertuigen en op 28 december 2023 presenteerde het bedrijf zijn eerste elektrische auto, de Xiaomi SU7, aan het publiek. De productie vindt plaats in een fabriek van BIAC Group met een capaciteit van 200.000 voertuigen per jaar. Op 3 april 2024 zijn de leveringen van start gegaan en in 2024 zijn 137.000 Xiaomi SU7 voertuigen afgeleverd.
In december 2024 werd de Xiaomi YU7 aan het publiek getoond, het is een grotere versie van de SU7. De YU7 is een directe concurrent van de Tesla Model Y. In juni 2025 ging de verkoop van start, in drie minuten werden 200.000 bestellingen geplaatst, waarvan 120.000 met een niet-terugvorderbare aanbetaling.

### Resultaten
In 2024 was het aandeel van de smartphones in de totale omzet ongeveer de helft. Er werden bijna 170 miljoen exemplaren verkocht in meer dan 100 landen. In 2024 was Xiaomi de op drie na grootste fabrikant van smartphones ter wereld, met een marktaandeel van bijna 14%.
In 2023 werd bijna de helft van de omzet buiten China behaald, waarbij India en Europa de belangrijkste buitenlandse regio's zijn. Tot 2015 was China bijna uitsluitend de enige afzetmarkt en waren de buitenlandse verkopen minimaal. In 2024 was het omzetaandeel van de auto's 9%.
| Jaar | Omzet          | Bedrijfs- resultaat | Netto- resultaat | Verkopen mobiele telefoons (×miljoen) | Verkopen auto's (×1000) | Werknemers |
| Jaar | (×RMB miljard) | (×RMB miljard)      | (×RMB miljard)   | Verkopen mobiele telefoons (×miljoen) | Verkopen auto's (×1000) | Werknemers |
| ---- | -------------- | ------------------- | ---------------- | ------------------------------------- | ----------------------- | ---------- |
| 2015 | 66,8           | 1,4                 | –7,6             |                                       |                         |            |
| 2016 | 68,4           | 3,8                 | 0,5              |                                       |                         |            |
| 2017 | 114,6          | 12,2                | –43,9            | 105,0                                 |                         |            |
| 2018 | 174,9          | 1,2                 | 13,5             | 118,7                                 |                         | 16.683     |
| 2019 | 205,8          | 11,8                | 10,1             | 124,6                                 |                         | 18.170     |
| 2020 | 248,9          | 24,0                | 20,3             | 146,4                                 |                         | 22.074     |
| 2021 | 328,3          | 26,0                | 19,3             | 190,3                                 |                         | 33.427     |
| 2022 | 280,0          | 2,8                 | 2,5              | 150,5                                 |                         | 32.543     |
| 2023 | 271,0          | 20,0                | 17,5             | 145,6                                 |                         | 33.627     |
| 2024 | 365,9          | 24,5                | 23,6             | 168,5                                 | 137                     | 43.688     |

### Benelux
Op 3 mei 2018 werd bekend dat filialen van Kruidvat in Nederland onder andere smartphones van Xiaomi zouden gaan verkopen. Het was de eerste keer dat Xiaomi op zo'n grote schaal ging verkopen in Europa. In Spanje en Polen zijn er fysieke Mi-shops waar alle toestellen te koop zijn.
Xiaomi bood vanaf 15 april 2020 de Mi 10 aan via Coolblue en de Mi 10 Pro via MediaMarkt, dit waren de eerste Xiaomi-telefoons die in Nederland officieel fysiek verkrijgbaar werden. In april 2020 heeft Xiaomi Nederland in samenwerking met TechLife de digitale website van 'mistorebenelux.com' geopend, waar online Xiaomi-artikelen kunnen worden gekocht. Op 2 oktober 2020 is de eerste Xiaomi-winkel geopend onder de naam 'Mi Store Rotterdam'. Enkele maanden hierna is een Mi Store-In-Store in een MediaMarkt te Amsterdam geopend en een 'Xiaomi Boutique' in een MediaMarkt te Rotterdam.

## Beursgang
In mei 2018 diende Xiaomi de aanvraag in voor een beursnotering op de Hong Kong Stock Exchange. Het bedrijf wilde minimaal US$ 10 miljard ophalen met de uitgifte van nieuwe aandelen waarmee de totale aandelenwaarde van Xiaomi zou uitkomen op zo’n US$ 100 miljard. Deze hoge verwachtingen zijn niet uitgekomen. Op maandag 9 juli 2018 werd het aandeel ter beurze geïntroduceerd en handelt onder de tickercode 1810.HK. De introductiekoers werd vastgesteld aan de onderzijde van de bandbreedte op HK$ 17 waarmee Xiaomi US$ 4,7 miljard heeft opgehaald bij beleggers. De totale beurswaarde van het bedrijf was toen US$ 54 miljard. Op 7 september 2020 is het bedrijf opgenomen in de Hang Seng-aandelenindex.
Het bedrijf heeft A- en B-aandelen. De A-aandelen hebben veel meer stemrechten dan de B-aandelen. De twee oprichters, Lei Jun en Lin Bin, houden ook na de beursintroductie een royale meerderheid van het stemrecht.

## Sancties
Onder de voormalige president Donald Trump werd Xiaomi in januari 2021 op een zwarte lijst geplaatst vanwege banden met het Chinese Volksbevrijdingsleger. De maatregel heeft als doel te voorkomen dat de Chinese bedrijven via Amerikaanse exporteurs gevoelige technologie in handen krijgen. Voor Amerikaanse investeerders was het daardoor verboden aandelen van het bedrijf te verhandelen. Xiaomi wees deze beschuldigingen af en begon een rechtszaak. In maart 2021 blokkeerde een federale rechter al tijdelijk de handhaving van de zwarte lijst en dit leidde uiteindelijk tot een verwijdering van deze lijst. In mei 2021 besloot het Amerikaanse ministerie van Defensie de ingestelde sancties tegen Xiaomi in te trekken.

## Naslagwerk
- (en)  Clay Shirky, Little Rice, Colombia Global reports, New York (2015), ISBN 9780990976325